# بورت روتان
إلبرت ليندر بورت روتان (بالإنجليزية: Burt Rutan)‏ (وُلد في 17 يونيو 1943) مهندس طيران أمريكي متقاعد ورائد أعمال مشهور لتأصيله في تصميم طائرات خفيفة وقوية ذات مظهر غير اعتيادي ومُوفرة للوقود. صمم مركبة فوياجر مُحطمة الرقم القياسي، والتي كانت في عام 1986 أول طائرة تطير حول العالم دون توقف أو تزود بالوقود والمركبة الفضائية دون المدارية سبيس شيب ون، التي نالت جائزة آنساري عام 2004 لكونها أول مركبة فضائية ممولة من القطاع الخاص تدخل المجال الفضائي مرتين خلال فترة أسبوعين. يُعد روتان مسؤولًا، بعد تصميمه لفاري إيز ولونغ إيز اللتان طارتا لأول مرة في 1975 و1979 على التوالي، عن المساعدة في تعميم كل من تكوين كانارد واستخدام البناء المركب غير المقولب في مجال صناعة الطائرات منزلية الصنع. روتان هو المؤسس أو الشريك المؤسس لعدة شركات طيران، بما في ذلك مصنع روتان للطيران وسكيلد كومبوسايت ومشاريع موهافي للطيران وشركة سبيس شيب.
صمم روتان 46 طائرة خلال مسيرته المهنية، ووُضع اسمه ضمن قائمة مجلة التايم لأكثر مئة شخصية مؤثرة في العالم عام 2004، وكان المتلقي المشارك لجوائز كولير والمتحف الوطني للطيران والفضاء في مناسبتين منفصلتين، وست درجات دكتوراه فخرية ونال أكثر من مئة جائزة في مجال تصميم وتطوير الطائرات. يملك خمس طائرات معروضة في المتحف الوطني للطيران والفضاء في العاصمة واشنطن وهي سبيس شيب ون وفيرجين أتلانتيك جلوبال فلاير وفوياجر وكويكي وفاري إيز.

## حياته ومسيرته المهنية
وُلد عام 1943 في استكادا، أوريغون على بعد 48 كيلومتر جنوب بورتلاند وترعرع في دينوبا بكاليفورنيا، أظهر بورت روتان اهتمامًا مبكرًا في تصميم الطائرات. عندما بلغ الثامنة من العمر كان يصمم ويبني نماذج لطائرات. كانت أول رحلة طيران منفردة يقود فيها طائرة له في بطولة إيرونيكا عام 1959. تخرج عام 1965 في المركز الثالث على دفعته من جامعة ولاية كاليفورنيا للفنون التطبيقية بشهادة البكالوريوس في هندسة الطيران.
من عام 1965 إلى عام 1972، كان روتان مهندس مشروع اختبار الطيران المدني للقوات الجوية الأمريكية في قاعدة إدواردز الجوية، إذ كان يعمل على تسعة مشاريع منفصلة، بما في ذلك مشروع النقل «إل تي في إكس سي 142 في إس تي أو إل» واختبارات الدوران لمقاتلة ماكدونيل دوغلاس إف-4 فانتوم. غادر ليصبح مدير تطوير طائرة بي دي 5 في شركة بيدي إيركرافت في نيوتن، كانساس وهو المنصب الذي شغله حتى عام 1974.
في يونيو عام 1974، عاد روتان إلى كاليفورنيا لتأسيس مصنع روتان للطائرات. في هذا العمل، صمم وطور نماذج أولية لعدة طائرات، معظمها مخصص للمصنعين الهواة. كان تصميمه الأول، الذي نُفذ أثناء تواجده في شركة بيدي، هو فاري فيجين، وهي طائرة ذات محرك واحد ذات مقعدين ومحرك واحد بتكوين الكانارد. سيصبح الكانارد سمةً من سمات العديد من تصميمات روتان، ولا سيما فاري إيز و لونغ إيز الرائجة.
أسس روتان، في أبريل 1982،  شركة سكيلد كومبوسايت، وهي شركة ذات مسؤولية محدودة، التي أصبحت واحدة من أبرز مرافق تصميم النماذج الأولية في العالم. يقع مقر سكيلد كومبوسايت في موهافي، كاليفورنيا، في ميناء موهافي للطيران والفضاء. في نفس العام، تعاقدت بي كرافت مع شركة روتان سكيلد كومبوسايت لتحسين التصميم وبناء النموذج الأولي لمركبة بي كرافت الفضائية.
في عام 1988، اعتُرف بمنجزات روتان بإدخال اسمه في قاعة مشاهير الجو والفضاء الدولية في متحف سان دييغو للجو والفضاء.
في عام 1995 ، اعتُرف بمنجزات روتان بإدخال اسمه في قاعة مشاهير الطيران الوطني في دايتون، أوهايو، في عام 2004، أدرِج اسمه بصفته أحد من أكثر 100 شخصية مؤثرة في العالم من مجلة تايم، وفي عام 2005 حصل على جائزة ناس في هندسة الطيران من الأكاديمية الوطنية للعلوم.
في عام 2007، أصبحت شركة نورثروب جرومان المالك الوحيد لشركة سكيلد كومبوسايت.
أوضح روتان، في مقابلة أجريت معه عام 2010، دوافعه لتطوير مشاريع التكنولوجيا دون المدارية مع سبيس شيب ون و سبيس شيب تو. كان يعمل على تطوير تكنولوجيا الرحلات الفضائية دون المدارية لأنه بحسب قوله: «يمكننا تحقيق بعض الاختراقات، وجعل هذه الرحلات آمنة ويمكن تحمي تكاليفها. أنا أتخذ هذه الخطوة لأنني أعتقد أن تحقيق شيء لم يكن موجودًا في رحلات الفضاء المأهولة -وهذا هو الحجم الكبير والوصول العام - أعتقد أنه من المهم القيام بذلك في أقرب وقت ممكن».
روتان متزوج من تونيا روتان. تقاعد من سكيلد كومبوسايت في أبريل 2011. وفي نفس العام، اعتُرف به أسطورة الطيران الحية، إذ حصل على جائزة بوب هوفر لحرية الطيران. في عام 2012، تحدث روتان عن "لابتكار وسباق الفضاء أمام مجلس الشؤون العالمية، كما سجلته شبكة سي سبان التلفزيونية. صنفت مجلة فلاينج روتان في المرتبة 18 في القائمة التي أصدرتها عام 2013 بعنوان «أبطال الطيران الواحد والخمسون». حصل روتان أيضًا على جائزة رايت براذرز التذكارية عام 2015.

## تصاميم الطائرات
في مهنة مدتها 45 عامًا، كانت العديد من تصميمات روتان مختلفة تمامًا عن سابقاتها. قالت صحيفة لوس أنجلوس تايمز عن تصميماته: «إن طائراته ومركباته الفضائية تأخذ جميع أنواع الأشكال والأحجام الأنيقة، وتشبه إلى حد كبير أعمال النحات أكثر من المهندس. وإجمالاً، توصل روتان إلى 367 مفهومًا فرديًا؛ حلق منها 45 في الجو».

### البناء المنزلي

#### فاري فيجين و فاري فيجين إس بي
في عام 1968، بدأ ببناء أول تصميم له، وهو فاري فيجين، الذي حلق في الجو للمرة الأولى في أبريل 1972. وكان في هذا النموذج عناصر التصميم الخلفي للجناح الأمامي والخلفي الأمامي والدافعي التي أصبحت علاماته التجارية. بدلاً من إخضاعه لاختبار نفق الرياح، طور روتان بارمترات ديناميكية هوائية لفاري فيجين باستخدام نموذج ثُبت فوق الستيشن واغن الخاصة به، وقاس القوى أثناء القيادة على الطرق الفارغة.
كان فاري فيجين نموذج روتان السابع والعشرين. طُورت مجموعة جديدة من الأجنحة الخارجية، مع جنيحات، لاحقًا من قبل روتان من أجل فاري فيجين، لإنتاج النموذج الجديد فاري فيجي إس بي، نموذج روتان  الثاني والثلاثين. سُميت فاري فيجين تكريمًا للطائرة المقاتلة السويدية ساب 37 فيجين. بُنيت فاري فيجين واحد في فرنسا وسُميت ميكرو ستار، ويُشغلها محركين ميكرو توربو تي آر إس 18 النفاثين بدلاً من محرك المكبس المعتاد.

#### فاري إيز و لونغ إيز
قاد تصميم فاري فيجين إلى تصميم طائرات فاري إيز منزلية الصنع، والتي استخد فيهام الأجزاء البلاستيكية المدعمة بالزجاج المقولبة في التصنيع المنزلي. ظهر النموذج الأولي، المسمى النموذج 31، لأول مرة في مؤتمر إي أيه أيه وفلاي إن عام 1975 (المعروف الآن باسم آير فينشر) في أوشكوش، ويسكونسن. في نفس العام، سجل شقيقه ديك روتان مسافة قياسية عالمية في فئة أقل من 500 كيلوغرام في طائرة فاري إيز، واستمرت هذه الطائرة بتسجيل أرقام قياسية عالمية أخرى في هذه الفئة. كما أنها كانت أول طائرة تطير باستخدام الجنيحات التي طورتها ناسا. تملك لونغ إيز نطاقًا يُقدر بـ 3230 كيلومتر، أي أكثر من ضعفي فاري إيز.
نقّح روتان لاحقًا تصميم فاري إيز،  ما يوفر حجمًا أكبر للوقود والشحن، ونتج عن هذا التنقيح طراز روتان الحادي والستون ونغ إيز، المصمم ليُشغل بواسطة ليوكومينغ 235، على الرغم من أن البعض قد استخدم ليوكومينغ أو 320 إس أو ليوكومينغ أو 360 إس. تتميز طائرة لونغ إيز أيضًا بتصميم منقح للجناح الجانبي لا يخضع لمعامل التحميل الأقصى 2,5 غرام موجب أو 1,5 غرام سالب المطبقة على فاري إيز بعد اكتشاف بعض المشكلات في بعض أجنحة فاري إيز.